# Michaił Łazariew
Michaił Pietrowicz Łazariew (ros. ros. Михаил Петрович Лазарев, ur. 3 listopada?/14 listopada 1788, zm. 11 kwietnia?/23 kwietnia 1851) – rosyjski admirał, podróżnik i odkrywca.

## Życiorys
Łazariew pochodził ze starej rosyjskiej arystokracji, w 1800 roku wstąpił do rosyjskiej szkoły marynarki, po trzech latach wysłano go do marynarki brytyjskiej, gdzie spędził pięć lat na nauce. Następnie do roku 1813 Łazariew służył we Flocie Bałtyckiej. Brał udział w wojnie przeciw Szwecji w latach 1808-1809 i obronie przed inwazją napoleońska.
Pomiędzy 1813 i 1816 okrążył świat na pokładzie „Suworowa”, w czasie tej wyprawy odkryto Wyspy Suworowa. W latach 1819–1821 brał udział w wyprawie Fabiana Bellingshausena do Antarktyki, sam kontynent został osiągnięty 28 stycznia 1820 roku. Pomiędzy 1822 i 1825 trzeci raz opłynął świat dookoła, na fregacie „Kriejsier”.
W 1826 otrzymał dowództwo na okręcie „Azow”, którym wziął udział w wyprawie na Morze Śródziemne, jako część eskadry admirał Logina Geidena. W 1827 roku był uczestnikiem bitwy przeciwko Egiptowi i Osmanom pod Navarino. Po powrocie w 1830 roku do Kronsztadu otrzymał dowództwo Floty Bałtyckiej, po dwóch latach przeniesiono go na stanowisko szefa sztabu Floty Czarnomorskiej. W 1833 jako przedstawiciel rosyjski podpisał z Turcją Osmańską traktat Unkiar-Iskielessi, po powrocie do kraju otrzymał dowództwo Floty Czarnomorskiej, a w 1843 roku tytuł admiralski.
Jego imieniem nazwano morze u brzegów Antarktydy.